# Lázaro Cárdenas, Guanajuato
Lázaro Cárdenas är en ort i Mexiko.   Den ligger i kommunen San Luis de la Paz och delstaten Guanajuato, i den centrala delen av landet, 240 km nordväst om huvudstaden Mexico City. Lázaro Cárdenas ligger 2 011 meter över havet och antalet invånare är 157.
Terrängen runt Lázaro Cárdenas är huvudsakligen platt, men norrut är den kuperad. Runt Lázaro Cárdenas är det ganska tätbefolkat, med 124 invånare per kvadratkilometer. Närmaste större samhälle är El Sauz Tres, 2,2 km söder om Lázaro Cárdenas. Trakten runt Lázaro Cárdenas består till största delen av jordbruksmark.